# Don Juan de Austria
Don Juan de Austria (født 24. februar 1547 i Regensburg – død 1. oktober 1578 i Bouge) var en militær leder fra huset Habsburg. Han er mest kendt som de kristnes leder i Søslaget ved Lepanto i 1571.
Juan var uægte søn af kejser Karl V og Barbara Blomberg, en tysk værtshuspige som var kejserens elskerinde i en periode omkring 1546, da hun var 19 år gammel. Juan blev født i hemmelighed, blev taget fra moren og voksede op i en anonym tilværelse i Spanien, ukendt også for Karls øvrige familie. Efter farens afgang som kejser i 1556 blev Karls arving til den spanske trone, Filip 2., bekendt med sin hidtil ukendte halvbror. Filip kaldte Juan til hoffet og gav ham en passende titel og lod ham bo på et af sine slotte.
Kejser Karl og kong Filip ønskede i udgangspunktet at Juan skulle vælge en karriere indenfor kirken, men selv ønsket han heller at få en militær karriere. Han blev i 1568 leder for en spansk flådestyrke i Middelhavet, og blev senere også leder for en styrke som skulle slås imod muslimske oprører i Granada.
I slaget ved Lepanto i 1571 ledede Juan Den hellige liga i kampen mod det Osmanniske Rige. Slaget endte med kristen sejr og hindrede den videre tyrkiske ekspansion i middelhavsområdet.
Juan bliver beskrevet som en elegant mand, ridderlig af sind, stor slagen og impulsiv. Dette var i modsætning til den mere grå halvbror kong Filip, noget som førte til misundelse fra kongens side.
I 1576 blev Juan udnævnt til guvernør (statholder) i de Spanske Nederlande, som på denne tid var herved af Firsårskrigen. Juan kunne ikke lide dette hverv, da det i praksis satte ham på sidelinjen i europæisk storpolitik. Denne udnævnelse var et bevidst træk fra kong Filip, som ønskede at begrænse halvbrorens indflydelse.
Don Juan de Austria døde i 1578 efter bare to år som guvernør. Han blev begravet i San Lorenzo de El Escorial, det vanlige gravsted for de spanske kongelige.